# Райский дронго

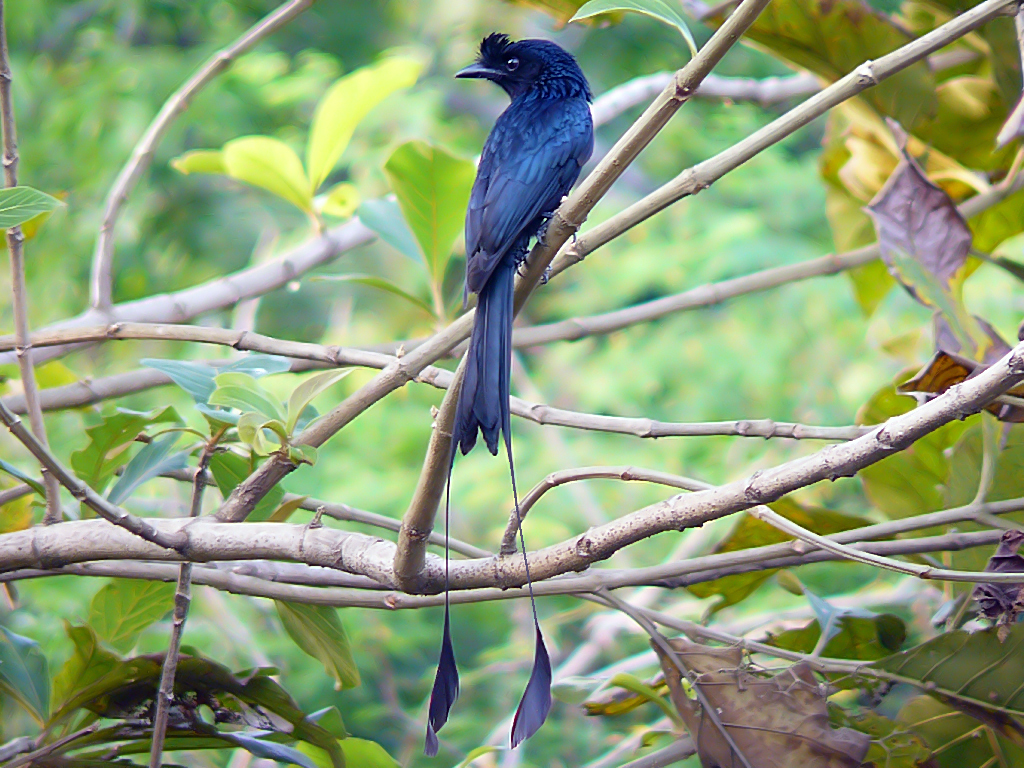
Райский дронго Dicrurus p. paradiseus, Западные Гаты, Индия

Ра́йский дро́нго (лат. Dicrurus paradiseus) — вид певчих воробьиных птиц из семейства дронговых (Dicruridae).

## Описание
Длина тела 63 см, при этом 35 см приходится на длинный, вилочковый хвост, чьи удлинённые внешние перья имеют длинный ствол пера с широким флажком на конце. Тёмное оперение отливает сине-зелёным цветом. Другой отличительный признак — это свободный, сгибающийся назад хохолок.
Призыв райского дронго звучит резко, пение содержит мелодичные, свистящие звуки, а также имитации других птиц.

## Распространение
Область распространения райского дронго простирается от Индии на восток через Гималаи до Южного Китая и к югу вплоть до островов Калимантан, Ява и Бали. Он обитает преимущественно в дождевых и бамбуковых лесах.

## Образ жизни
Райский дронго питается преимущественно насекомыми. Он ищет их в листве или ловит в полёте. Он часто присоединяется к группам других насекомоядных птиц, чтобы вместе спугивать насекомых в зарослях растений и таким образом легко их захватить. Райский дронго считается агрессивным и смелым и атакует также крупных птиц, если те представляют угрозу его выводку.
На Никобарских островах райский дронго объединяется в поисках корма с ястребами и тупайеобразными.

## Размножение
Гнездо в форме чаши строит в развилине высокого дерева из растительного материала, склеивая его паутиной. Кладка состоит из 3—4 яиц.

## Классификация
Международный союз орнитологов выделяет 13 подвидов:
- Dicrurus paradiseus banguey (Chasen & Kloss, 1929)
- Dicrurus paradiseus brachyphorus (Bonaparte, 1850)
- Dicrurus paradiseus ceylonicus Vaurie, 1949 — живёт на Шри-Ланке, не имеет удлинённых хвостовых перьев
- Dicrurus paradiseus formosus (Cabanis, 1851)
- Dicrurus paradiseus grandis (Gould, 1836)
- Dicrurus paradiseus hypoballus (Oberholser, 1926)
- Dicrurus paradiseus johni (Hartert, 1902)
- Dicrurus paradiseus microlophus (Oberholser, 1917)
- Dicrurus paradiseus nicobariensis (Baker, 1918)
- Dicrurus paradiseus otiosus (Richmond, 1902)
- Dicrurus paradiseus paradiseus (Linnaeus, 1766)
- Dicrurus paradiseus platurus Vieillot, 1817
- Dicrurus paradiseus rangoonensis (Gould, 1836)